# James B. Donovan
Pour les articles homonymes, voir Donovan.
James Britt Donovan, 29 février 1916 – 19 janvier 1970, est un avocat, un négociateur et officier de la marine des États-Unis d'Amérique,.
J. B. Donovan est surtout connu pour la négociation menée en 1962 pour l'échange du pilote d'un avion de reconnaissance Lockheed U-2 abattu en URSS, Francis Gary Powers avec l'agent de renseignement soviétique Rudolf Abel. Il est également connu pour avoir négocié la même année la libération et le retour de 9 703 prisonniers à la suite de l'échec du débarquement de la baie des cochons à Cuba,. Pour son travail, James Donovan reçut la Distinguished Intelligence Medal.

## Jeunesse et début de carrière

### Famille et jeunesse
James Britt Donovan naît le 26 février 1916 dans le Bronx. Il est le fils d'Harriet O'Connor, professeur de piano, et de John J. Donovan, chirurgien. Les deux branches de la famille étaient donc d'ascendance irlandaise. Il eut un frère, John J. Donovan Jr. (en) qui fut sénateur de l'État de New York.
Il étudia au sein d'une école catholique, le lycée All Hallows (en). En 1933, il intégra l'université Fordham où il obtint un baccalauréat universitaire ès lettres en anglais en 1937. Il souhaitait devenir journaliste, mais son père le persuada d'étudier le droit au sein de la faculté de droit de Harvard, qu'il intégra à l'automne 1937 et en sortit en 1940 avec un bachelor of laws.

### Début de carrière
Il commença alors à travailler au sein d'un cabinet d'avocats. En 1942, il devint directeur adjoint du contentieux (Associate General Counsel) de l'Office of Scientific Research and Development avant de devenir, entre 1943 et 1945, le directeur du contentieux de l'Office of Strategic Services, ancêtre de la Central Intelligence Agency. Il avait intégré la marine en 1943 avec le grade d'enseigne de vaisseau et termina la guerre avec le grade de capitaine de frégate (commander) et décoré notamment de la Legion of Merit et de la Commendation Medal. En 1945, il devint l'assistant juridique de Robert H. Jackson lors du procès de Nuremberg. Pendant la préparation du procès, il travailla également comme conseiller pour la réalisation du documentaire The Nazi Plan (en). Enfin, lors du procès, il fut chargé de présenter les preuves visuelles.

## Négociations

### Affaire Rudolf Abel et libération de Francis Gary Powers
En 1950, James Donovan devint associé d'un cabinet d'avocats new-yorkais : Watters & Donovan. En 1957, après que de nombreux autres avocats eurent refusé, il se chargea de défendre l'agent soviétique Rudolf Abel. J. Donovan perdit le procès et ses arguments obtinrent du juge d'éviter une condamnation à mort. Il échoua ensuite, par cinq voix contre quatre devant la Cour suprême, à démontrer que les preuves utilisées par le FBI contre son client enfreignaient le quatrième amendement de la Constitution. Le président de la Cour suprême (Chief Justice of the United States), Earl Warren, loua son travail et exprima publiquement la « gratitude de l'ensemble de la Cour » pour avoir défendu ce client.
En 1962, James Donovan, œuvrant comme négociateur principal, et l'agent de la CIA Milan C. Miskovsky négocièrent avec les Soviétiques la libération du pilote Francis Gary Powers. J. Donovan négocia son échange contre l'espion qui se faisait passer pour Rudolf Abel, alors détenu, qu'il avait défendu cinq années auparavant.

### Négociations cubaines
En juin 1962, James Donovan fut contacté par l'exilé cubain Pérez Cisneros qui lui demanda de négocier la libération des 1113 hommes capturés après l'échec du débarquement de la Baie des cochons,. J. Donovan offrit ses services juridiques pro bono au comité des familles cubaines liées aux prisonniers.
Quelques mois après, il voyagea à Cuba pour la première fois alors que les relations entre Cuba et les États-Unis d'Amérique étaient extrêmement tendues. Sa première rencontre avec Fidel Castro fut ainsi très brève et James Donovan dut créer un climat de confiance. Fidel Castro l'encensa après qu'il eut emmené son fils à Cuba.
Le 21 décembre 1962, Fidel Castro et James Donovan signèrent un accord consistant en un échange des 1 113 prisonniers contre 53 millions de dollars d'aliments et de médicaments fournis par des donations privées ainsi que par des entreprises escomptant des contreparties fiscales. James Donovan eut l'idée d'échanger les prisonniers contre des médicaments après avoir constaté que la production médicamenteuse cubaine ne lui avait pas permis de traiter son hygroma. À la fin des négociations, le 3 juillet 1963, James Donovan avait obtenu la libération de 9 703 personnes (hommes, femmes et enfants) des prisons cubaines.

## Vie politique et littéraire

### Échec aux élections et implication dans le système scolaire
En 1962, il fut choisi pour représenter le parti démocrate au poste de sénateur de New York. Il perdit l'élection contre le républicain et contre le sénateur sortant Jacob K. Javits.
De 1961 à 1963, J. Donovan fut vice-président de la commission scolaire de New York puis en exerça la présidence entre 1963 à 1965, en pleine ère du combat pour les droits civiques. Il déclara alors qu'il dirigeait « une commission scolaire, non une commission de l'intégration » (« a Board of Education, not a Board of Integration. »)

### Travaux littéraires
En 1964, J. Donovan publia un premier ouvrage, Strangers on a Bridge, The Case of Colonel Abel, rédigé avec l'assistance de Bard Lindeman, racontant le procès et la défense de Rudolf Abel, suivis de l'intense négociation et l'échange des prisonniers durant la Guerre froide. Des travaux similaires ont été publiés ensuite, Strangers passant comme réussi, acclamé par la critique,. Grâce au film de Steven Spielberg, Le Pont des espions, le livre a connu un regain de popularité et a été republié chez Scubner, filiale de la maison d'édition Simon & Schuster, le 4 août 2015.
En 1967, il publia un second ouvrage : Challenges: Reflections of a Lawyer-at-Large.

### Fin de vie, mort et famille
Dans ses dernières années, James Donovan fut président de l'Institut Pratt. Il meurt d'une crise cardiaque à l'hôpital méthodiste de New York le 19 janvier 1970.
James Donovan s'est marié en 1941 avec Mary E. McKenna ; il eut un fils et trois filles. C'est un fervent catholique.

## Culture populaire
- En 2006, Philip J. Bigger publia Negotiator: The Life and Career of James B. Donovan[3].
- Steven Spielberg a réalisé, avec un scénario rédigé par Matt Charman et les frères Coen, le film Le Pont des espions, avec Tom Hanks jouant le rôle de James Donovan et Amy Ryan celui de son épouse Mary. Le film est sorti le 16 octobre 2015 aux États-Unis[18] et le 2 décembre en France [19].
- James Gregory interpréta le rôle de James Donovan dans un téléfilm de 1976 Francis Gary Powers: The True Story of the U-2 Spy Incident, basé sur la biographie du pilote écrite par Curt Gentry et avec Lee Majors jouant Powers[20].